# Raimunda Putani
Raimunda Putani é uma pajé brasileira.

## Biografia
Ela e sua irmã mais nova Kátia Hushahu, filhas do líder indígena Raimundo Luís, da tribo Yawanawá, foram as primeiras mulheres a serem aceitas como pajés, no ano de 2005. Raimunda tinha então 27 anos, e teve que enfrentar a resistência de muitos membros da tribo, inclusive do seu próprio marido, o pajé Bira.
Recebeu em 2006 o Diploma Bertha Lutz do Senado Federal.